# Castro Pretorio
Castro Pretorio est l'un des 22 rioni de Rome. Il est désigné dans la nomenclature administrative par le code R.XVIII.

## Historique
Le nom dérive des Castra Praetoria ("camp des prétoriens"), anciennes casernes que l'empereur Tibère fit construire entre l'an 21 et le 23, afin d'y loger sa garde prétorienne, sur le site de l'actuelle Biblioteca nazionale centrale.
Avec l'unité de l'Italie, le quartier ne perdit son environnement militaire qu'à l'après-guerre.
|  |  |

## Sites particuliers
- Basilique Santa Maria degli Angeli e dei Martiri
- Basilique Sacro Cuore di Gesù (Rome)
- Église San Bernardo alle Terme
- Bibliothèque Nationale Centrale
- Place de la République et fontaine des Naïades
- Église Santissimo Rosario di Pompei
- Église San Paolo dentro le Mura
- Église évangélique méthodiste in Castro Pretorio
- Église Sant'Isidoro alle Terme (déconsacrée)
- Église San Caio (déconsacrée)